# Medalles del Cercle d'Escriptors Cinematogràfics de 1945
La cerimònia de lliurament de les medalles del Cercle d'Escriptors Cinematogràfics de 1945 va tenir lloc al cine Gran Vía de Madrid el 7 de juliol de 1946. Els premis van ser creats pel Cercle d'Escriptors Cinematogràfics (CEC) aquest mateix any i es van atorgar en tretze categories diferents destinades a distingir als professionals del cinema espanyol pel seu treball durant 1945.
A aquesta primera edició del lliurament de les medalles van assistir artistes cinematogràfics, periodistes especialitzats i públic divers. L'acte va ser presidit per Fernando Viola, president del Cercle, qui va pronunciar un breu discurs de salutació en el qual va explicar que els premis havien estat atorgats per un jurat expert i va demanar més ajudes per al cinema espanyol. L'acompanyaven altres membres del Cercle, com Carlos Fernández Cuenca, Joaquín Romero Marchent o Adriano del Valle.
Després de la cerimònia de lliurament es van projectar el documental de NO-DO Buzos y peces i la triomfadora de l'esdeveniment, Los últimos de Filipinas, que havia obtingut les medalles a la millor pel·lícula, millor director i millor actor principal.

## Llista de medalles
| Categoria                | Premiat                  | Labor premiada                             |
| ------------------------ | ------------------------ | ------------------------------------------ |
| Millor pel·lícula        | Los últimos de Filipinas | pel·lícula                                 |
| Millor director          | Antonio Román            | Los últimos de Filipinas                   |
| Millor actriu principal  | Ana Mariscal             | Una sombra en la ventana ¡Culpable!        |
| Millor actriu principal  | Mary Delgado             | El fantasma y Doña Juanita Tierra sedienta |
| Millor actor principal   | Armando Calvo            | Los últimos de Filipinas                   |
| Millor actriu secundària | Maruja Isbert            | Un hombre de negocios                      |
| Millor actor secundari   | José María Lado          | Tierra sedienta Bambú Su última noche      |
| Millor fotografia        | Alfredo Fraile           | Labor de conjunt                           |
| Millor música            | Ernesto Halffter         | Bambú                                      |
| Millors decorats         | Desert                   |                                            |
| Millor argument original | Edgar Neville            | La vida en un hilo                         |
| Millor guió              | Edgar Neville            | La vida en un hilo                         |
| Millor labor crítica     | Luis Gómez Mesa          |                                            |
| Millor labor literària   | Carlos Fernández Cuenca  |                                            |